# Nikolaus Stanec
Nikolaus Stanec est un joueur d'échecs autrichien né le 29 avril 1968 à Vienne. Grand maître international depuis 2003, il a remporté onze titres de champion d'Autriche (dix entre 1995 et 2005, et encore une fois en 2018).
Au 1er février 2017, il est le neuvième joueur autrichien avec un classement Elo de 2 444 points.

## Compétitions par équipe
Nikolaus Stanec a participé à deux olympiades (en 1994 et 1996 (15 points sur 25 au premier échiquier) ainsi qu'à deux championnats d'Europe par équipe : en 1997 (au premier échiquier) et en 2009 (quatrième échiquier).